# Зулаев, Асхаб Алимпашаевич
Асхаб Алимпашаевич Зулаев (род. 6 января 1998 года) — российский боец смешанных единоборств, представитель полулёгкой весовой категории. Выступает на профессиональном уровне с 2017 года, известен по участию в турнирах престижной бойцовской организации ACA. Победитель международного турнира по ушу-саньда (2018), фиалист Grand Prix Tech Krep в лёгком весе (2017), чемпион Grand-Prix Berkut в полулёгком весе (2017). Мастер спорта России по рукопашному бою.

## Спортивные достижения
- Grand Prix Tech Krep в лёгком весе (2017[2]) (дошёл до финала и снялся с гран-при) —
- Grand-Prix Berkut в полулёгком весе (2017[3]) —
- Международный турнир по ушу-саньда (Каспийск 2018[4][5]) —

## Статистика ММА
| Боёв 9          | Побед 8 | Поражений 1 |
| --------------- | ------- | ----------- |
| Нокаутом        | 5       | 0           |
| Сдачей          | 0       | 0           |
| Решением        | 3       | 1           |
| Ничьи           | 0       | 0           |
| Не состоявшихся | 0       | 0           |

| Результат | Рекорд | Соперник            | Способ                           | Турнир                                                                | Дата            | Раунд | Время | Место             | Примечание                                                              |
| --------- | ------ | ------------------- | -------------------------------- | --------------------------------------------------------------------- | --------------- | ----- | ----- | ----------------- | ----------------------------------------------------------------------- |
| Поражение | 8-1    | Рамазан Кишев       | Решением (единогласным)          | ACA 117: Багов - Сильверио                                            | 12 февраля 2021 | 3     | 5:00  | Москва, Россия    |                                                                         |
| Победа    | 8-0    | Журабек Тешабаев    | Нокаутом (удар)                  | ACA 110: Багов - Абдулаев                                             | 5 сентября 2020 | 3     | 0:00  | Москва, Россия    |                                                                         |
| Победа    | 7-0    | Тихомир Благовестов | Техническим нокаутом             | ACA 100 Fight Day: Grozny                                             | 4 октября 2019  | 2     | 1:37  | Грозный, Россия   |                                                                         |
| Победа    | 6-0    | Отавио дос Сантос   | Решением (единогласным)          | ACA 94 Krasnodar                                                      | 30 марта 2019   | 3     | 5:00  | Краснодар, Россия |                                                                         |
| Победа    | 5-0    | Робсон Сильва       | Техническим нокаутом (удары)     | ACB 83 Borisov vs. Kerimov                                            | 24 марта 2018   | 2     | 2:41  | Баку, Азербайджан | Дебютировал в АСА в полулёгком весе                                     |
| Победа    | 4-0    | Канат Келдибеков    | Решением (единогласным)          | Berkut Fighting Championship 2017 Golden Eagle Grand Prix: Final      | 11 ноября 2017  | 3     | 5:00  | Грозный, Россия   | Стал чемпионом Grand Prix Berkut в полулёгком весе                      |
| Победа    | 3-0    | Висхан Эзерханов    | Нокаутом (удар коленом в прыжке) | Berkut Fighting Championship 2017 Golden Eagle Grand Prix: Semifinals | 12 августа 2017 | 1     | 1:54  | Грозный, Россия   |                                                                         |
| Победа    | 2-0    | Марат Тохтамышев    | Решением (единогласным)          | Tech-Krep FC Prime Selection 16                                       | 15 июня 2017    | 3     | 5:00  | Краснодар, Россия | Вышел в финал Grand Prix Tech-Krep FC в лёгком весе и снялся с гран-при |
| Победа    | 1-0    | Мурат Тляруков      | Нокаутом (удар)                  | Tech-Krep FC Prime Selection 13                                       | 7 апреля 2017   | 1     | 1:00  | Нальчик, Россия   | Дебют в проф. ММА.                                                      |